# ムンク美術館

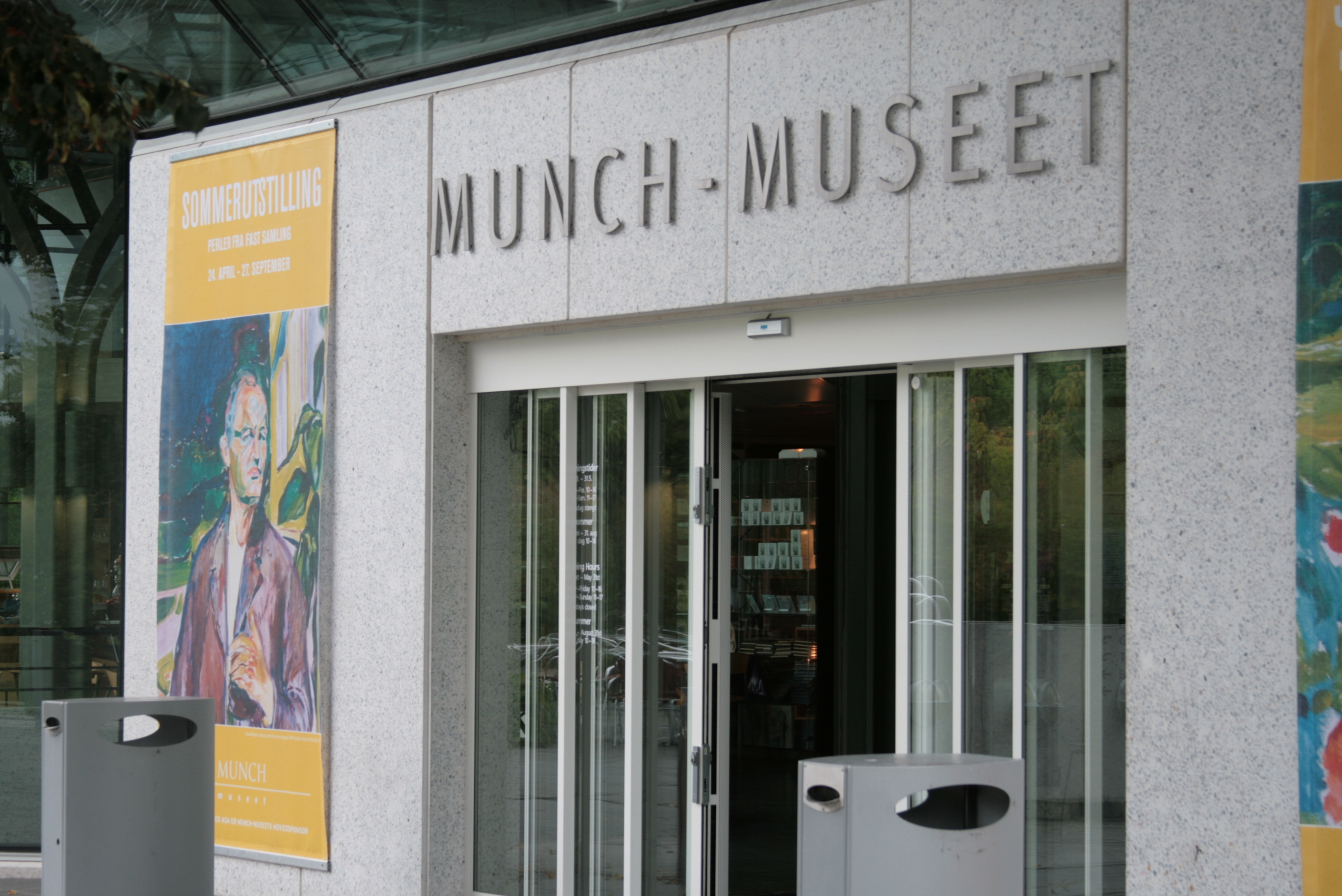
ムンク美術館の玄関

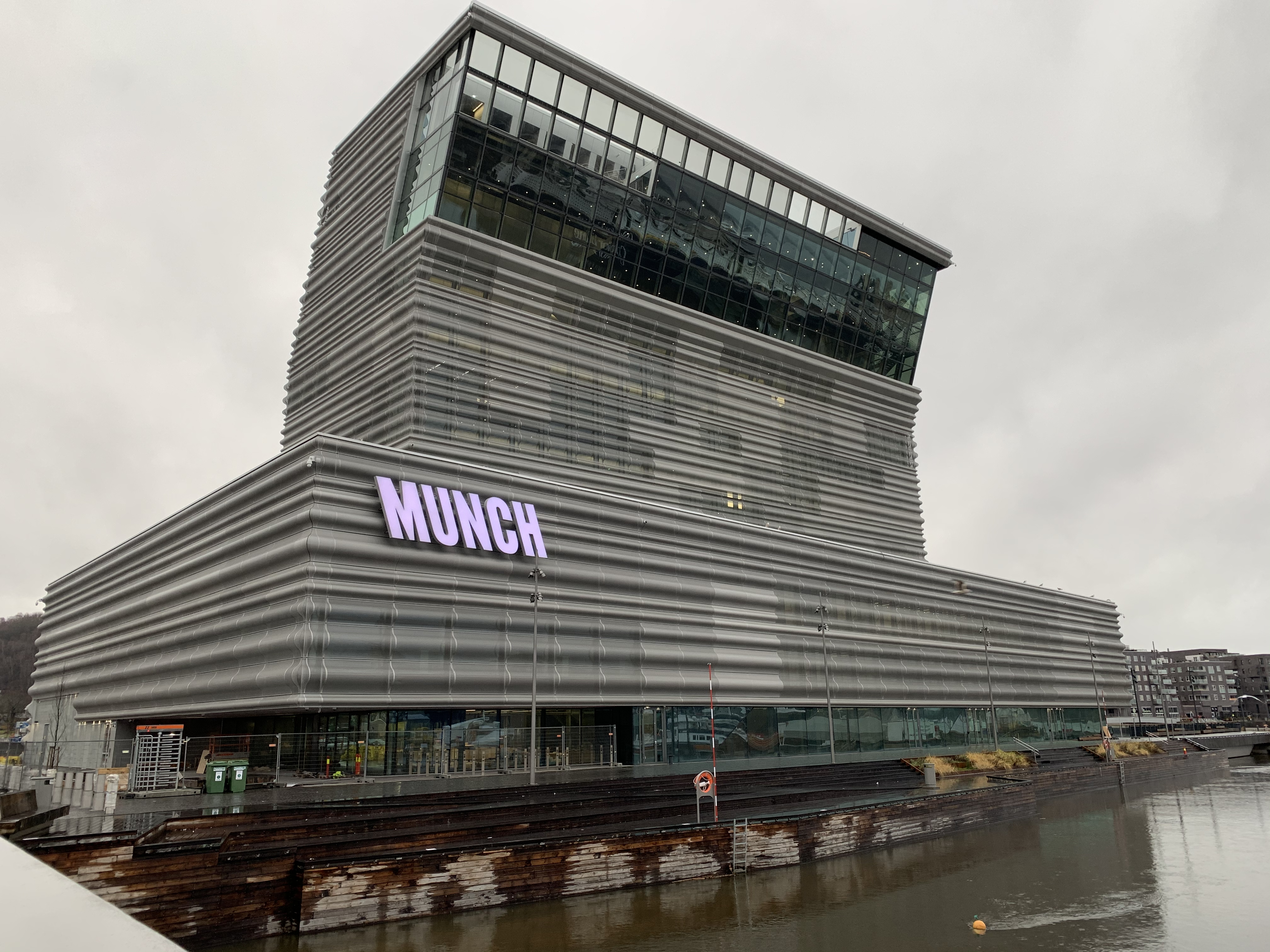
ビョルヴィカ地区に建設中の新しいムンク美術館の建物（2020年）

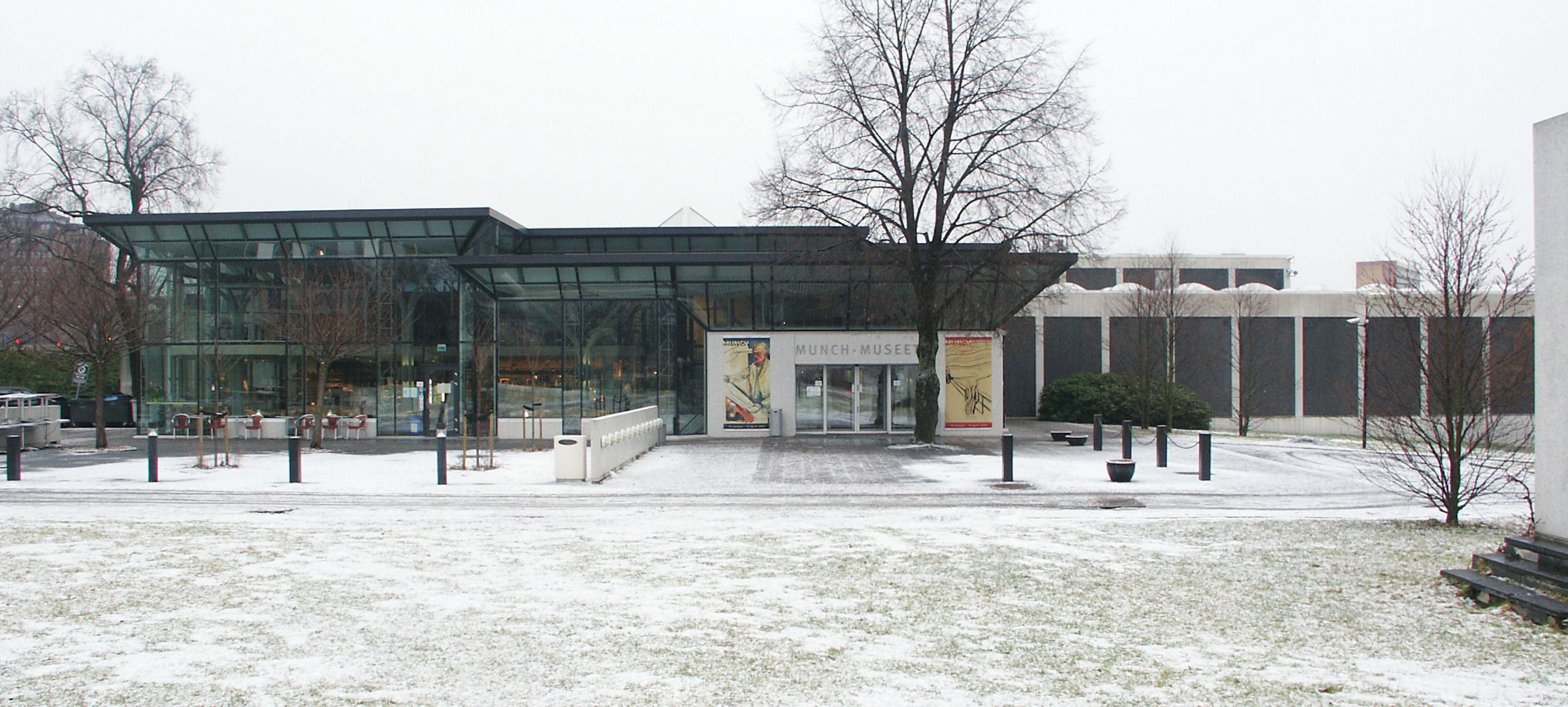
ムンク美術館（初代）の全景

ムンク美術館（ムンクびじゅつかん、ノルウェー語: Munch-museet）は、画家エドヴァルド・ムンクの作品や生涯についての資料を展示する、ノルウェーのオスロにある美術館である。

## 概要
ムンク美術館は、オスロ市立映画館の利益を基に設立され、1963年にムンクの生誕100周年を記念してオープンした。収蔵品は、ムンクからオスロ市に遺贈された作品や記録類、妹のInger Munchからオスロ市に遺贈された作品、及び市場で購入された版画作品等からなっている。
現在は、ムンクの絵画作品の半分以上と、全ての版画作品（エディション数のうち最低1枚以上）を収蔵している。その数は1,100点の絵画、15,500点の版画、4,700点のドローイング、700点の主題、6点の彫刻、500点の版画原版、2,240点の本、その他の多くの品にのぼる。この美術館には教育部門や保存修復部門もあり、またパフォーマンスアートの上演施設もある。
美術館の建物はEinar MyklebustとGunnar Fougnerによって設計された。Myklebustは、1994年にムンク死後50年記念として行われた拡張と改修においても重要な役割を果たしている。この場所は1984年以降Olsen Gangの映画が撮影された場所でもある。
オスロ市当局は、オスロ・フィヨルドに面した市街東部のウォーターフロント再開発地区・ビョルヴィカ（ビョルヴィーカ、Bjørvika）にムンク美術館を移転する計画を進めている。この地区には2007年にオスロ・オペラハウスが開館しており、隣地に美術館も移転させることでオスロの文化の新たな中心とすることを目指している。新たなムンク美術館は、同じくオスロ市街地から移転してくるステネルセン美術館（Stenersenmuseet）と同じ建物（ムンク/ステネルセン、Munch/Stenersen）に入居する。建築設計競技の結果、スペインの建築家デュオであるアバロス&ヘレロス（Abalos & Herreros）がムンク/ステネルセンの設計を勝ち取り、2013年の開館を目指して建設が進んでいた。新館建設は大規模な工事への出費に反対する議会の抵抗にあい2011年に計画中止となったが、2013年に議会が計画を復活させ、2015年から工事が進められた。2021年夏に所蔵品を旧館から移転させた後、2021年10月22日に新館が開館した。
2004年8月22日の日曜日、ムンクの代表作である『叫び』と『マドンナ』の2枚が、武装した強盗らによってムンク美術館から盗難された。ノルウェー警察は2006年8月31日に2枚とも取り戻したと発表したが、詳しい経緯は明らかにされていない。2枚とも修復の上、再び展示されている。

## 交通アクセス
- 最寄り駅 - 地下鉄トイエン駅から徒歩5分[6]